# 东尼·费南德斯
丹斯里安東尼·弗朗西斯·费南德斯，CBE（Anthony Francis Fernandes，1964年4月30日—），通称東尼·费南德斯（Tony Fernandes），马来西亚企業家，馬六甲葡萄牙後裔与印度裔马来西亚人，出生于马来西亚首都吉隆坡中央医院。他是Tune公司创办人、馬來西亞亞洲航空公司前首席执行官、英國女王公园巡游者足球俱乐部（QPR）前主席、一级方程式車會莲花车队前总长。
2009年，東尼·費南德斯受霹雳州苏丹陛下赐封拿督斯里勳銜，接着东尼·费南德斯又于2011年受时任國家元首赐封丹斯里勳銜，同年，东尼获得由英女皇伊麗莎白二世頒發的大英帝國司令勳章。2018年9月，東尼正式担任隶属于马来西亚青年及体育部的马来西亚体育场机构主席。

## 早期生活
东尼1964年出生在马来西亚一個天主教家庭，父親為世界衛生組織的醫生，母親為商人，家境優渥。父亲史迪芬（Steven）出生于印度果阿邦，母亲伊娜費南德斯（Ena Fernandez）是一位馬六甲州葡萄牙后裔（克里斯坦人）。至小，东尼就跟着母亲居住。1977至83年，东尼就读于英国埃普森學院，并于1987年取得倫敦政治經濟大學會計學士。1987至1989年间，东尼在维京大西洋航空和维京唱片上班。1991年，东尼正式成为特许公认会计师公会 （ACCA）会员，并于1996年，被公会升级至资深会员。1992年返回马来西亚后，东尼加入华纳音乐，成为该公司历来最年轻的董事经理，随后东尼更是升任华纳音乐東南亚洲区副总裁。2001年，东尼离开华纳音乐。不久后，东尼向时任政府申请注册一间廉价航空公司，然而，却为政府拒绝。 。

## 收购亚洲航空
2001年10月，东尼得到时任国内贸易及消费者事务部部长拿督巴哈敏惹迦（Datuk Pahamin A. Rejab）的帮助，得以和时任首相马哈迪·莫哈末见面。同年，37岁的东尼与另外3位同伴一起成立了Tune航空公司，9月11日，马哈迪同意以1令吉（相当于25美分）的价钱把濒临倒闭的国有企业亚洲航空的经营权變賣给东尼·费南德斯的Tune航空公司。随后，东尼把所有的积蓄用来买两架波音737-300喷气式飞机和偿还亚洲航空所欠下的1100万美元债务。2002年，东尼将这家发源于马来西亚的小航空公司带上了持续盈利的道路。
2022年10月31日，东尼宣布为了专注其它职务而辞去亚洲航空首席执行长职位。他是同年7月因COVID-19疫情的影响而重新担任首席执行长以重振亚航航空公司。

## 其他企业
2007年，东尼开始以廉价酒店的概念在吉隆坡市中心的苏丹依斯迈路（Jalan Sultan Ismail）和东姑阿都拉曼路开设Tune酒店。之后，东尼陆续在全马来西亚开设多家分店。最新开业不久的酒店就坐落于在英国的利物浦。截至2012年，东尼是东南亚职业篮球联赛（ABL）的总裁。东尼曾表示，他一直以来的梦想就是能够参与东南亚其它地区的体育发展。並和AXN亞洲合作製作實境電視影集誰是接班人（亞洲版），節目於AXN亞洲頻道播放。

## 争议
2018年5月7日，东尼公开表态，支持看守首相纳吉·阿都拉萨所领导的国民阵线政府，并呼吁选民勿信谣言做“明智选择”，还以“国阵主题”客机接送纳吉。由于纳吉涉及多起争议事件，包括著名的一个马来西亚发展有限公司丑闻（1MDB），东尼的举动令支持希望联盟的网民怒火高涨，炮轰东尼“是人民支持才能成就亚航”。5月13日，东尼为此前公开支持国阵政府的做法公开道歉，并称自己是在不得已之下，才录制视频公开支持纳吉，以安抚国阵政府。

## 外部連結
- Tony Fernandes CEO Blog
- BusinessWeek Online（页面存档备份，存于）
- Asiaweek.com（页面存档备份，存于）
- SkorCareer（页面存档备份，存于）
- The Edge Daily（页面存档备份，存于）
- Forbes